# Lustnau
Lustnau je v současnosti největší městskou částí německého města Tübingen. Na rozloze 1,43 km² zde žije kolem 10 000 obyvatel. Původně se na jejím místě nacházela osada germánského kmene Alamanů, jejíž pozůstatky byly objeveny v 60. letech 20. století. Dnešní vesnice byla založena roku 1100 a její původní jméno znělo Lustnow.
Zemědělství a vinařství byly ve středověku hlavním zdrojem příjmů jejích obyvatel. Vinohrady se rozkládaly hlavně na lokalitách Herrlesberg, Österberg a Neuhalde. Po první světové válce se zde rozšířila průmyslová výroba a zemědělství začalo upadat.
Roku 1934 se stala součástí blízkého města Tübingen. V té době její populace činila asi 3500 obyvatel.